# Plummer Building

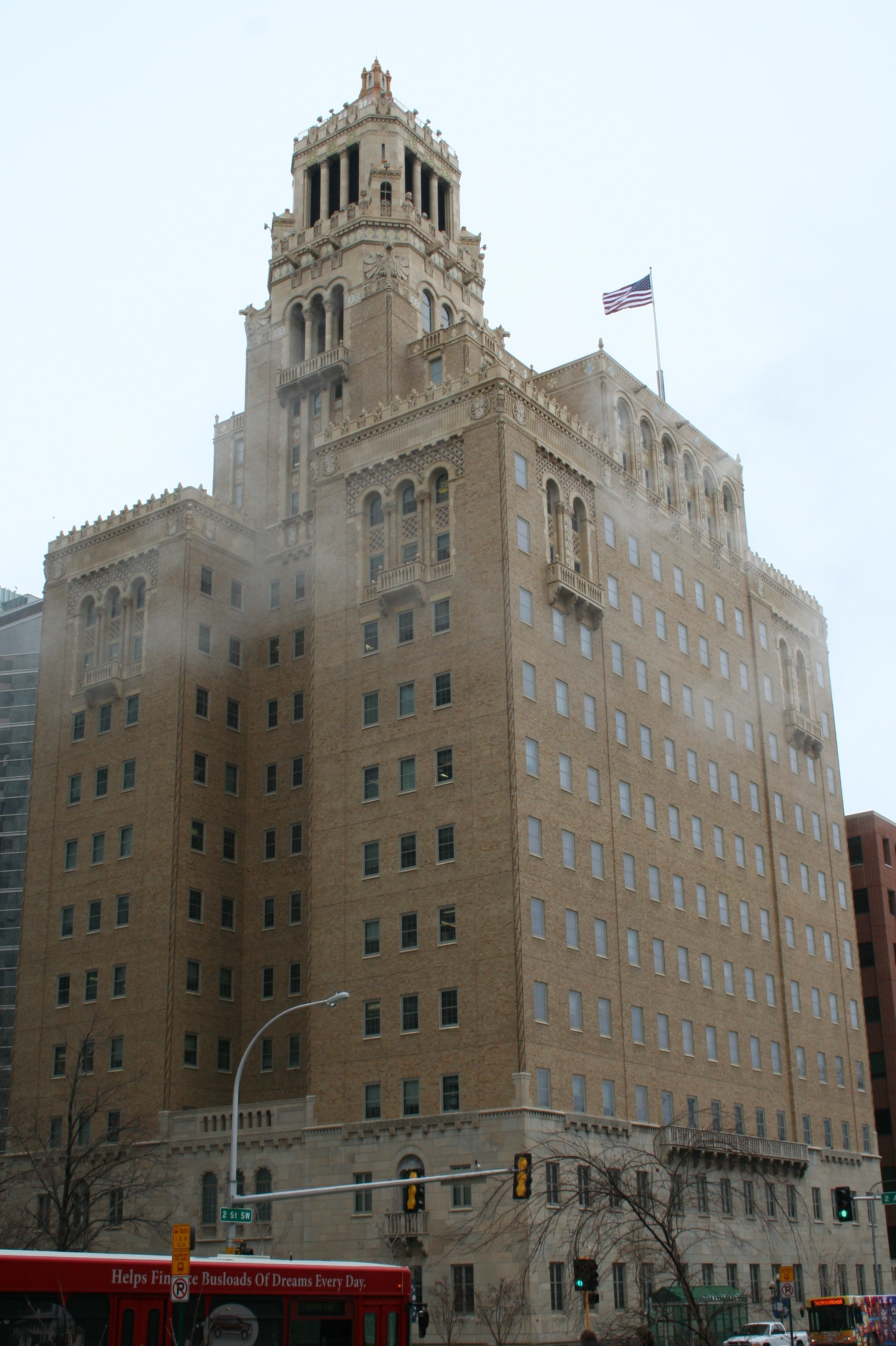
Plummer Building (2009)

Das Plummer Building ist ein 91 Meter hohes Gebäude in Rochester, Minnesota und gehört zur Mayo Clinic.
Die Planungen für das Gebäude begannen 1924. Henry Stanley Plummer, der schon das „1914 Building“ entworfen hatte, gestaltete zusammen mit den Brüdern William James und Charles Horace Mayo sowie der Architekturfirma Ellerbe Becket das neu zu errichtende Klinikgebäude. Dieses sollte den Ärzten optimale Behandlungsmöglichkeiten geben, gleichzeitig aber auch den Patienten großen Komfort bieten. Im August 1926 begannen die Bauarbeiten und wurde 1928 abgeschlossen. Nachdem das Gebäude nach seinem Fertigstellungsjahr zunächst „1928 Building“ genannt wurde, erhielt es später den Namen Plummer Building. Auf dem Dach des Gebäudes befindet sich ein Turm mit einem Glockenspiel.
1969 wurde das Plummer Building als National Historic Landmark eingestuft und dem National Register of Historic Places hinzugefügt. Bis zur Fertigstellung des Gonda Buildings im Jahre 2001 war es das höchste Gebäude in Rochester.